# Eleições autárquicas de 2021 em Setúbal
As eleições autárquicas de 2021 serviram para eleger os membros dos diferentes órgãos do poder local no Concelho de Setúbal.
A Coligação Democrática Unitária, que agora apoiava André Martins como candidato à presidência da autarquia, conseguiu manter uma câmara que é sua desde 2001. Os comunistas sofreram uma queda na votação, perdendo a maioria na vereação municipal, ao obterem 34,4% dos votos e 5 vereadores.
O Partido Socialista, que teve Fernando José como candidato, subiu na votação e passou de 3 para 4 vereadores ao conseguir 27,7% dos votos, mas ainda assim longe de recuperar uma autarquia perdida em 2001.
Por fim, o Partido Social Democrata, que apresentou Fernando Negrão como candidato, teve um resultado positivo ao obter 16,6% dos votos e 2 vereadores.

## Candidatos
| Lista | Lista                          | Candidato         |
| ----- | ------------------------------ | ----------------- |
|       | Coligação Democrática Unitária | André Martins     |
|       | Partido Socialista             | Fernando José     |
|       | Partido Social Democrata       | Fernando Negrão   |
|       | Bloco de Esquerda              | Fernando Pinho    |
|       | CDS – Partido Popular          | Pedro Conceição   |
|       | Pessoas–Animais–Natureza       | Paula Costa       |
|       | CHEGA                          | Luís Maurício     |
|       | Iniciativa Liberal             | Carlos Cardoso    |
|       | NC-PPM                         | Fidélio Guerreiro |
|       | RIR-PDR                        | Carina de Deus    |

## Contexto eleitoral
| Eleição                                 | Afluência | 1º Partido | 1º Partido              | 1º Partido | 2º Partido | 2º Partido | 2º Partido | 3º Partido | 3º Partido    | 3º Partido | 4º Partido | 4º Partido    | 4º Partido | 5º Partido | 5º Partido    | 5º Partido | Outros |
| Eleição                                 | Afluência |            |                         | %          |            |            | %          |            |               | %          |            |               | %          |            |               | %          | Outros |
| --------------------------------------- | --------- | ---------- | ----------------------- | ---------- | ---------- | ---------- | ---------- | ---------- | ------------- | ---------- | ---------- | ------------- | ---------- | ---------- | ------------- | ---------- | ------ |
| Autárquicas 2017 (Câmara Municipal)     | 43,07%    |            | CDU                     | 49,95%     |            | PS         | 21,78%     |            | PPD/PSD       | 10,94%     |            | BE            | 5,24%      |            | CDS–PP        | 3,20%      | 4,90%  |
| Autárquicas 2017 (Assembleia Municipal) | 43,05%    |            | CDU                     | 42,22%     |            | PS         | 25,42%     |            | PPD/PSD       | 12,20%     |            | BE            | 7,59%      |            | PAN           | 4,14%      | 3,91%  |
| Europeias 2019                          | 33,15%    |            | PS                      | 34,43%     |            | CDU        | 14,24%     |            | BE            | 12,37%     |            | PPD/PSD       | 11,67%     |            | PAN           | 6,80%      | 15,10% |
| Legislativas 2019                       | 51,51%    |            | PS                      | 37,83%     |            | PPD/PSD    | 15,97%     |            | BE            | 13,44%     |            | CDU           | 13,31%     |            | PAN           | 4,57%      | 11,46% |
| Presidenciais 2021                      | 44,77%    |            | Marcelo Rebelo de Sousa | 56,34%     |            | Ana Gomes  | 14,61%     |            | André Ventura | 13,00%     |            | João Ferreira | 7,37%      |            | Marisa Matias | 4,27%      | 10,13% |

## Resultados Oficiais
Os resultados para os diferentes órgãos do poder local no Concelho de Setúbal foram os seguintes:

### Câmara Municipal
| Partido                 | Partido                        | Votos   | %               | +/-   | Vereadores | +/-     |
| ----------------------- | ------------------------------ | ------- | --------------- | ----- | ---------- | ------- |
|                         | Coligação Democrática Unitária | 15 316  | 34,40 / 100,00  | 15,55 | 5 / 11     | 2       |
|                         | Partido Socialista             | 12 316  | 27,67 / 100,00  | 5,89  | 4 / 11     | 1       |
|                         | Partido Social Democrata       | 7 377   | 16,57 / 100,00  | 5,63  | 2 / 11     | 1       |
|                         | CHEGA                          | 2 619   | 5,88 / 100,00   | Novo  | 0 / 11     | Novo    |
|                         | Bloco de Esquerda              | 1 884   | 4,23 / 100,00   | 1,01  | 0 / 11     | Estável |
|                         | Iniciativa Liberal             | 1 035   | 2,32 / 100,00   | Novo  | 0 / 11     | Novo    |
|                         | Pessoas–Animais–Natureza       | 1 009   | 2,27 / 100,00   | 0,59  | 0 / 11     | Estável |
|                         | CDS – Partido Popular          | 765     | 1,72 / 100,00   | 1,48  | 0 / 11     | Estável |
|                         | NC-PPM                         | 328     | 0,74 / 100,00   | Novo  | 0 / 11     | Novo    |
|                         | RIR-PDR                        | 237     | 0,53 / 100,00   | Novo  | 0 / 11     | Novo    |
| Votos Inválidos         | Votos Inválidos                | 1 632   | 3,66 / 100,00   | 0,33  |            |         |
| Total                   | Total                          | 44 518  | 100,00 / 100,00 |       | 11 / 11    |         |
| Eleitorado/Participação | Eleitorado/Participação        | 105 651 | 42,14 / 100,00  | 0,93  |            |         |

### Assembleia Municipal
| Partido                 | Partido                        | Votos   | %               | +/-  | Deputados | +/-     |
| ----------------------- | ------------------------------ | ------- | --------------- | ---- | --------- | ------- |
|                         | Coligação Democrática Unitária | 14 428  | 32,47 / 100,00  | 9,75 | 12 / 33   | 4       |
|                         | Partido Socialista             | 12 237  | 27,54 / 100,00  | 2,12 | 10 / 33   | 1       |
|                         | Partido Social Democrata       | 7 058   | 15,88 / 100,00  | 3,68 | 6 / 33    | 2       |
|                         | CHEGA                          | 2 837   | 6,38 / 100,00   | Novo | 2 / 33    | Novo    |
|                         | Bloco de Esquerda              | 2 262   | 5,09 / 100,00   | 2,50 | 1 / 33    | 1       |
|                         | Pessoas–Animais–Natureza       | 1 340   | 3,02 / 100,00   | 1,12 | 1 / 33    | Estável |
|                         | Iniciativa Liberal             | 1 132   | 2,55 / 100,00   | Novo | 1 / 33    | Novo    |
|                         | CDS – Partido Popular          | 801     | 1,80 / 100,00   | 1,67 | 0 / 33    | 1       |
|                         | NC-PPM                         | 356     | 0,80 / 100,00   | Novo | 0 / 33    | Novo    |
|                         | RIR-PDR                        | 259     | 0,58 / 100,00   | Novo | 0 / 33    | Novo    |
| Votos Inválidos         | Votos Inválidos                | 1 724   | 3,88 / 100,00   | 0,64 |           |         |
| Total                   | Total                          | 44 434  | 100,00 / 100,00 |      | 33 / 33   |         |
| Eleitorado/Participação | Eleitorado/Participação        | 105 651 | 42,06 / 100,00  | 0,99 |           |         |

### Juntas de Freguesia
| Partido                 | Partido                        | Votos   | %               | +/-  | Presidentes | +/-     | Mandatos | +/-     |
| ----------------------- | ------------------------------ | ------- | --------------- | ---- | ----------- | ------- | -------- | ------- |
|                         | Coligação Democrática Unitária | 16 412  | 36,87 / 100,00  | 4,82 | 5 / 5       | 1       | 33 / 75  | 5       |
|                         | Partido Socialista             | 12 049  | 27,07 / 100,00  | 2,36 | 0 / 5       | Estável | 24 / 75  | 3       |
|                         | Partido Social Democrata       | 6 769   | 15,21 / 100,00  | 4,14 | 0 / 5       | Estável | 13 / 75  | 6       |
|                         | CHEGA                          | 2 467   | 5,54 / 100,00   | Novo | 0 / 5       | Novo    | 3 / 75   | Novo    |
|                         | Bloco de Esquerda              | 2 149   | 4,83 / 100,00   | 1,59 | 0 / 5       | Estável | 2 / 75   | Estável |
|                         | Iniciativa Liberal             | 1 127   | 2,53 / 100,00   | Novo | 0 / 5       | Novo    | 0 / 75   | Novo    |
|                         | CDS – Partido Popular          | 756     | 1,70 / 100,00   | 1,06 | 0 / 5       | Estável | 0 / 75   | 1       |
|                         | NC-PPM                         | 440     | 0,99 / 100,00   | Novo | 0 / 5       | Novo    | 0 / 75   | Novo    |
|                         | Pessoas–Animais–Natureza       | 286     | 0,64 / 100,00   | 1,25 | 0 / 5       | Estável | 0 / 75   | Estável |
|                         | RIR-PDR                        | 214     | 0,48 / 100,00   | Novo | 0 / 5       | Novo    | 0 / 75   | Novo    |
| Votos Inválidos         | Votos Inválidos                | 1 839   | 4,13 / 100,00   | 0,20 |             |         |          |         |
| Total                   | Total                          | 44 508  | 100,00 / 100,00 |      | 5 / 5       |         | 75 / 75  |         |
| Eleitorado/Participação | Eleitorado/Participação        | 105 651 | 42,13 / 100,00  | 0,97 |             |         |          |         |

## Resultados por Freguesia

### Câmara Municipal
| Freguesia                          | %     | %     | %     | %    | %    | %    | %    | %    | %       | %        | Votantes |
| Freguesia                          | CDU   | PS    | PSD   | CH   | BE   | IL   | PAN  | CDS  | NC- PPM | RIR- PDR | Votantes |
| ---------------------------------- | ----- | ----- | ----- | ---- | ---- | ---- | ---- | ---- | ------- | -------- | -------- |
| Freguesia                          |       |       |       |      |      |      |      |      |         |          | Votantes |
| Azeitão (São Lourenço e São Simão) | 28,62 | 25,67 | 20,22 | 7,07 | 4,14 | 3,34 | 3,15 | 1,71 | 0,44    | 0,78     | 8 120    |
| Gâmbia-Pontes-Alto da Guerra       | 39,04 | 27,22 | 15,89 | 4,84 | 3,14 | 1,74 | 2,06 | 1,67 | 0,38    | 0,63     | 2 869    |
| Setúbal                            | 33,36 | 25,88 | 20,30 | 4,75 | 4,22 | 2,87 | 2,08 | 1,92 | 0,85    | 0,33     | 14 719   |
| Sado                               | 48,73 | 27,15 | 8,95  | 4,10 | 3,04 | 0,76 | 1,56 | 0,93 | 0,89    | 0,76     | 2 368    |
| São Sebastião                      | 35,32 | 30,40 | 12,64 | 6,75 | 4,65 | 1,66 | 2,13 | 1,66 | 0,82    | 0,55     | 16 442   |
| Setúbal                            | 34,40 | 27,67 | 16,57 | 5,88 | 4,23 | 2,32 | 2,27 | 1,72 | 0,74    | 0,53     | 44 518   |

#### Azeitão
| Partido                 | Partido                        | Votos  | %               | +/-  |
| ----------------------- | ------------------------------ | ------ | --------------- | ---- |
|                         | Coligação Democrática Unitária | 2 324  | 28,62 / 100,00  | 4,92 |
|                         | Partido Socialista             | 2 084  | 25,67 / 100,00  | 0,59 |
|                         | Partido Social Democrata       | 1 642  | 20,22 / 100,00  | 4,95 |
|                         | CHEGA                          | 574    | 7,07 / 100,00   | Novo |
|                         | Bloco de Esquerda              | 336    | 4,14 / 100,00   | 2,39 |
|                         | Iniciativa Liberal             | 271    | 3,34 / 100,00   | Novo |
|                         | Pessoas–Animais–Natureza       | 256    | 3,15 / 100,00   | 1,78 |
|                         | CDS – Partido Popular          | 139    | 1,71 / 100,00   | 3,80 |
|                         | RIR-PDR                        | 63     | 0,78 / 100,00   | Novo |
|                         | NC-PPM                         | 36     | 0,44 / 100,00   | Novo |
| Votos Inválidos         | Votos Inválidos                | 395    | 4,86 / 100,00   | 1,35 |
| Total                   | Total                          | 8 120  | 100,00 / 100,00 |      |
| Eleitorado/Participação | Eleitorado/Participação        | 17 166 | 47,30 / 100,00  | 1,94 |

#### Gâmbia-Pontes-Alto da Guerra
| Partido                 | Partido                        | Votos | %               | +/-     |
| ----------------------- | ------------------------------ | ----- | --------------- | ------- |
|                         | Coligação Democrática Unitária | 1 120 | 39,04 / 100,00  | 20,70   |
|                         | Partido Socialista             | 781   | 27,22 / 100,00  | 8,14    |
|                         | Partido Social Democrata       | 456   | 15,89 / 100,00  | 7,36    |
|                         | CHEGA                          | 139   | 4,84 / 100,00   | Novo    |
|                         | Bloco de Esquerda              | 90    | 3,14 / 100,00   | 0,23    |
|                         | Pessoas–Animais–Natureza       | 59    | 2,06 / 100,00   | Estável |
|                         | Iniciativa Liberal             | 50    | 1,74 / 100,00   | Novo    |
|                         | CDS – Partido Popular          | 48    | 1,67 / 100,00   | 0,15    |
|                         | RIR-PDR                        | 18    | 0,63 / 100,00   | Novo    |
|                         | NC-PPM                         | 11    | 0,38 / 100,00   | Novo    |
| Votos Inválidos         | Votos Inválidos                | 97    | 3,38 / 100,00   | 0,30    |
| Total                   | Total                          | 2 869 | 100,00 / 100,00 |         |
| Eleitorado/Participação | Eleitorado/Participação        | 5 462 | 52,53 / 100,00  | 1,49    |

#### Setúbal
| Partido                 | Partido                        | Votos  | %               | +/-   |
| ----------------------- | ------------------------------ | ------ | --------------- | ----- |
|                         | Coligação Democrática Unitária | 4 910  | 33,36 / 100,00  | 16,35 |
|                         | Partido Socialista             | 3 809  | 25,88 / 100,00  | 5,51  |
|                         | Partido Social Democrata       | 2 988  | 20,30 / 100,00  | 7,09  |
|                         | CHEGA                          | 699    | 4,75 / 100,00   | Novo  |
|                         | Bloco de Esquerda              | 621    | 4,22 / 100,00   | 0,68  |
|                         | Iniciativa Liberal             | 423    | 2,87 / 100,00   | Novo  |
|                         | Pessoas–Animais–Natureza       | 306    | 2,08 / 100,00   | 0,56  |
|                         | CDS – Partido Popular          | 283    | 1,92 / 100,00   | 1,74  |
|                         | NC-PPM                         | 125    | 0,85 / 100,00   | Novo  |
|                         | RIR-PDR                        | 48     | 0,33 / 100,00   | Novo  |
| Votos Inválidos         | Votos Inválidos                | 507    | 3,44 / 100,00   | 0,25  |
| Total                   | Total                          | 14 719 | 100,00 / 100,00 |       |
| Eleitorado/Participação | Eleitorado/Participação        | 33 477 | 43,97 / 100,00  | 0,08  |

#### Sado
| Partido                 | Partido                        | Votos | %               | +/-   |
| ----------------------- | ------------------------------ | ----- | --------------- | ----- |
|                         | Coligação Democrática Unitária | 1 154 | 48,73 / 100,00  | 10,22 |
|                         | Partido Socialista             | 643   | 27,15 / 100,00  | 3,57  |
|                         | Partido Social Democrata       | 212   | 8,95 / 100,00   | 3,31  |
|                         | CHEGA                          | 97    | 4,10 / 100,00   | Novo  |
|                         | Bloco de Esquerda              | 72    | 3,04 / 100,00   | 0,55  |
|                         | Pessoas–Animais–Natureza       | 37    | 1,56 / 100,00   | 0,44  |
|                         | CDS – Partido Popular          | 22    | 0,93 / 100,00   | 0,77  |
|                         | NC-PPM                         | 21    | 0,89 / 100,00   | Novo  |
|                         | Iniciativa Liberal             | 18    | 0,76 / 100,00   | Novo  |
|                         | RIR-PDR                        | 18    | 0,76 / 100,00   | Novo  |
| Votos Inválidos         | Votos Inválidos                | 74    | 3,12 / 100,00   | 0,38  |
| Total                   | Total                          | 2 368 | 100,00 / 100,00 |       |
| Eleitorado/Participação | Eleitorado/Participação        | 4 756 | 49,79 / 100,00  | 4,73  |

#### São Sebastião
| Partido                 | Partido                        | Votos  | %               | +/-   |
| ----------------------- | ------------------------------ | ------ | --------------- | ----- |
|                         | Coligação Democrática Unitária | 5 808  | 35,32 / 100,00  | 19,54 |
|                         | Partido Socialista             | 4 999  | 30,40 / 100,00  | 9,30  |
|                         | Partido Social Democrata       | 2 079  | 12,64 / 100,00  | 4,55  |
|                         | CHEGA                          | 1 110  | 6,75 / 100,00   | Novo  |
|                         | Bloco de Esquerda              | 765    | 4,65 / 100,00   | 0,84  |
|                         | Pessoas–Animais–Natureza       | 351    | 2,13 / 100,00   | 0,37  |
|                         | Iniciativa Liberal             | 273    | 1,66 / 100,00   | Novo  |
|                         | CDS – Partido Popular          | 273    | 1,66 / 100,00   | 0,51  |
|                         | NC-PPM                         | 135    | 0,82 / 100,00   | Novo  |
|                         | RIR-PDR                        | 90     | 0,55 / 100,00   | Novo  |
| Votos Inválidos         | Votos Inválidos                | 559    | 3,40 / 100,00   | 0,07  |
| Total                   | Total                          | 16 442 | 100,00 / 100,00 |       |
| Eleitorado/Participação | Eleitorado/Participação        | 44 790 | 36,71 / 100,00  | 1,30  |

### Assembleia Municipal
| Freguesia                          | %     | %     | %     | %    | %    | %    | %    | %    | %       | %        | Votantes |
| Freguesia                          | CDU   | PS    | PSD   | CH   | BE   | PAN  | IL   | CDS  | NC- PPM | RIR- PDR | Votantes |
| ---------------------------------- | ----- | ----- | ----- | ---- | ---- | ---- | ---- | ---- | ------- | -------- | -------- |
| Freguesia                          |       |       |       |      |      |      |      |      |         |          | Votantes |
| Azeitão (São Lourenço e São Simão) | 27,61 | 24,94 | 18,94 | 7,41 | 4,99 | 4,13 | 3,82 | 1,75 | 0,46    | 0,80     | 8 120    |
| Gâmbia-Pontes-Alto da Guerra       | 37,60 | 25,53 | 16,78 | 4,99 | 3,59 | 2,90 | 2,09 | 1,81 | 0,45    | 0,73     | 2 867    |
| Setúbal                            | 30,62 | 26,34 | 19,36 | 5,24 | 5,16 | 2,96 | 3,03 | 2,17 | 1,05    | 0,38     | 14 723   |
| Sado                               | 48,06 | 27,45 | 8,87  | 4,31 | 3,13 | 1,73 | 0,76 | 0,89 | 0,63    | 0,76     | 2 368    |
| São Sebastião                      | 33,39 | 30,28 | 12,09 | 7,45 | 5,63 | 2,72 | 1,82 | 1,63 | 0,84    | 0,61     | 16 356   |
| Setúbal                            | 32,47 | 27,54 | 15,88 | 6,38 | 5,09 | 3,02 | 2,55 | 1,80 | 0,80    | 0,58     | 44 434   |

#### Azeitão
| Partido                 | Partido                        | Votos  | %               | +/-  |
| ----------------------- | ------------------------------ | ------ | --------------- | ---- |
|                         | Coligação Democrática Unitária | 2 242  | 27,61 / 100,00  | 0,52 |
|                         | Partido Socialista             | 2 025  | 24,94 / 100,00  | 3,28 |
|                         | Partido Social Democrata       | 1 538  | 18,94 / 100,00  | 2,65 |
|                         | CHEGA                          | 602    | 7,41 / 100,00   | Novo |
|                         | Bloco de Esquerda              | 405    | 4,99 / 100,00   | 3,33 |
|                         | Pessoas–Animais–Natureza       | 335    | 4,13 / 100,00   | 2,31 |
|                         | Iniciativa Liberal             | 310    | 3,82 / 100,00   | Novo |
|                         | CDS – Partido Popular          | 142    | 1,75 / 100,00   | 3,39 |
|                         | RIR-PDR                        | 65     | 0,80 / 100,00   | Novo |
|                         | NC-PPM                         | 37     | 0,46 / 100,00   | Novo |
| Votos Inválidos         | Votos Inválidos                | 419    | 5,16 / 100,00   | 1,68 |
| Total                   | Total                          | 8 120  | 100,00 / 100,00 |      |
| Eleitorado/Participação | Eleitorado/Participação        | 17 166 | 47,30 / 100,00  | 1,94 |

#### Gâmbia-Pontes-Alto da Guerra
| Partido                 | Partido                        | Votos | %               | +/-   |
| ----------------------- | ------------------------------ | ----- | --------------- | ----- |
|                         | Coligação Democrática Unitária | 1 078 | 37,60 / 100,00  | 13,02 |
|                         | Partido Socialista             | 732   | 25,53 / 100,00  | 1,29  |
|                         | Partido Social Democrata       | 481   | 16,78 / 100,00  | 7,04  |
|                         | CHEGA                          | 143   | 4,99 / 100,00   | Novo  |
|                         | Bloco de Esquerda              | 103   | 3,59 / 100,00   | 1,49  |
|                         | Pessoas–Animais–Natureza       | 83    | 2,90 / 100,00   | 0,32  |
|                         | Iniciativa Liberal             | 60    | 2,09 / 100,00   | Novo  |
|                         | CDS – Partido Popular          | 52    | 1,81 / 100,00   | 0,40  |
|                         | RIR-PDR                        | 21    | 0,73 / 100,00   | Novo  |
|                         | NC-PPM                         | 13    | 0,45 / 100,00   | Novo  |
| Votos Inválidos         | Votos Inválidos                | 101   | 3,53 / 100,00   | 1,01  |
| Total                   | Total                          | 2 867 | 100,00 / 100,00 |       |
| Eleitorado/Participação | Eleitorado/Participação        | 5 462 | 52,49 / 100,00  | 1,45  |

#### Setúbal
| Partido                 | Partido                        | Votos  | %               | +/-  |
| ----------------------- | ------------------------------ | ------ | --------------- | ---- |
|                         | Coligação Democrática Unitária | 4 508  | 30,62 / 100,00  | 9,06 |
|                         | Partido Socialista             | 3 878  | 26,34 / 100,00  | 1,57 |
|                         | Partido Social Democrata       | 2 851  | 19,36 / 100,00  | 4,07 |
|                         | CHEGA                          | 771    | 5,24 / 100,00   | Novo |
|                         | Bloco de Esquerda              | 759    | 5,16 / 100,00   | 2,50 |
|                         | Iniciativa Liberal             | 446    | 3,03 / 100,00   | Novo |
|                         | Pessoas–Animais–Natureza       | 436    | 2,96 / 100,00   | 0,93 |
|                         | CDS – Partido Popular          | 319    | 2,17 / 100,00   | 2,05 |
|                         | NC-PPM                         | 154    | 1,05 / 100,00   | Novo |
|                         | RIR-PDR                        | 56     | 0,38 / 100,00   | Novo |
| Votos Inválidos         | Votos Inválidos                | 545    | 3,71 / 100,00   | 0,53 |
| Total                   | Total                          | 14 723 | 100,00 / 100,00 |      |
| Eleitorado/Participação | Eleitorado/Participação        | 33 477 | 43,98 / 100,00  | 0,06 |

#### Sado
| Partido                 | Partido                        | Votos | %               | +/-  |
| ----------------------- | ------------------------------ | ----- | --------------- | ---- |
|                         | Coligação Democrática Unitária | 1 138 | 48,06 / 100,00  | 6,83 |
|                         | Partido Socialista             | 650   | 27,45 / 100,00  | 0,39 |
|                         | Partido Social Democrata       | 210   | 8,87 / 100,00   | 3,19 |
|                         | CHEGA                          | 102   | 4,31 / 100,00   | Novo |
|                         | Bloco de Esquerda              | 74    | 3,13 / 100,00   | 2,17 |
|                         | Pessoas–Animais–Natureza       | 41    | 1,73 / 100,00   | 0,13 |
|                         | CDS – Partido Popular          | 21    | 0,89 / 100,00   | 0,73 |
|                         | Iniciativa Liberal             | 18    | 0,76 / 100,00   | Novo |
|                         | RIR-PDR                        | 18    | 0,76 / 100,00   | Novo |
|                         | NC-PPM                         | 15    | 0,63 / 100,00   | Novo |
| Votos Inválidos         | Votos Inválidos                | 81    | 3,42 / 100,00   | 0,09 |
| Total                   | Total                          | 2 368 | 100,00 / 100,00 |      |
| Eleitorado/Participação | Eleitorado/Participação        | 4 756 | 49,79 / 100,00  | 4,73 |

#### São Sebastião
| Partido                 | Partido                        | Votos  | %               | +/-   |
| ----------------------- | ------------------------------ | ------ | --------------- | ----- |
|                         | Coligação Democrática Unitária | 5 462  | 33,39 / 100,00  | 14,37 |
|                         | Partido Socialista             | 4 952  | 30,28 / 100,00  | 5,66  |
|                         | Partido Social Democrata       | 1 978  | 12,09 / 100,00  | 3,15  |
|                         | CHEGA                          | 1 219  | 7,45 / 100,00   | Novo  |
|                         | Bloco de Esquerda              | 921    | 5,63 / 100,00   | 2,28  |
|                         | Pessoas–Animais–Natureza       | 445    | 2,72 / 100,00   | 1,08  |
|                         | Iniciativa Liberal             | 298    | 1,82 / 100,00   | Novo  |
|                         | CDS – Partido Popular          | 267    | 1,63 / 100,00   | 0,88  |
|                         | NC-PPM                         | 137    | 0,84 / 100,00   | Novo  |
|                         | RIR-PDR                        | 99     | 0,61 / 100,00   | Novo  |
| Votos Inválidos         | Votos Inválidos                | 578    | 3,54 / 100,00   | 0,33  |
| Total                   | Total                          | 16 356 | 100,00 / 100,00 |       |
| Eleitorado/Participação | Eleitorado/Participação        | 44 790 | 36,52 / 100,00  | 1,45  |

### Juntas de Freguesia

#### Azeitão
| Partido                 | Partido                        | Votos  | %               | +/-   | Mandatos | +/-     |
| ----------------------- | ------------------------------ | ------ | --------------- | ----- | -------- | ------- |
|                         | Coligação Democrática Unitária | 2 656  | 32,71 / 100,00  | 16,17 | 5 / 13   | 2       |
|                         | Partido Socialista             | 1 954  | 24,06 / 100,00  | 3,24  | 4 / 13   | 1       |
|                         | Partido Social Democrata       | 1 381  | 17,01 / 100,00  | 6,13  | 3 / 13   | 2       |
|                         | CHEGA                          | 539    | 6,64 / 100,00   | Novo  | 1 / 13   | Novo    |
|                         | Bloco de Esquerda              | 332    | 4,09 / 100,00   | 0,96  | 0 / 13   | Estável |
|                         | Iniciativa Liberal             | 308    | 3,79 / 100,00   | Novo  | 0 / 13   | Novo    |
|                         | Pessoas–Animais–Natureza       | 286    | 3,52 / 100,00   | 0,09  | 0 / 13   | Estável |
|                         | CDS – Partido Popular          | 141    | 1,74 / 100,00   | -     | 0 / 13   | -       |
|                         | RIR-PDR                        | 72     | 0,89 / 100,00   | Novo  | 0 / 13   | Novo    |
|                         | NC-PPM                         | 41     | 0,50 / 100,00   | Novo  | 0 / 13   | Novo    |
| Votos Inválidos         | Votos Inválidos                | 410    | 5,05 / 100,00   | 0,43  |          |         |
| Total                   | Total                          | 8 120  | 100,00 / 100,00 |       | 13 / 13  |         |
| Eleitorado/Participação | Eleitorado/Participação        | 17 166 | 47,30 / 100,00  | 1,94  |          |         |

#### Gâmbia-Pontes-Alto da Guerra
| Partido                 | Partido                        | Votos | %               | +/-  | Mandatos | +/-     |
| ----------------------- | ------------------------------ | ----- | --------------- | ---- | -------- | ------- |
|                         | Coligação Democrática Unitária | 1 287 | 44,89 / 100,00  | 6,89 | 7 / 13   | 1       |
|                         | Partido Socialista             | 774   | 27,00 / 100,00  | 3,49 | 4 / 13   | Estável |
|                         | Partido Social Democrata       | 446   | 15,56 / 100,00  | 5,82 | 2 / 13   | 1       |
|                         | Bloco de Esquerda              | 91    | 3,17 / 100,00   | 1,33 | 0 / 13   | Estável |
|                         | Iniciativa Liberal             | 69    | 2,41 / 100,00   | Novo | 0 / 13   | Novo    |
|                         | CDS – Partido Popular          | 44    | 1,53 / 100,00   | 1,26 | 0 / 13   | Estável |
|                         | RIR-PDR                        | 36    | 1,26 / 100,00   | Novo | 0 / 13   | Novo    |
| Votos Inválidos         | Votos Inválidos                | 120   | 4,19 / 100,00   | 0,82 |          |         |
| Total                   | Total                          | 2 867 | 100,00 / 100,00 |      | 13 / 13  |         |
| Eleitorado/Participação | Eleitorado/Participação        | 5 462 | 52,49 / 100,00  | 1,45 |          |         |

#### Setúbal
| Partido                 | Partido                        | Votos  | %               | +/-  | Mandatos | +/-     |
| ----------------------- | ------------------------------ | ------ | --------------- | ---- | -------- | ------- |
|                         | Coligação Democrática Unitária | 4 987  | 33,87 / 100,00  | 5,36 | 7 / 19   | 1       |
|                         | Partido Socialista             | 3 842  | 26,09 / 100,00  | 1,09 | 6 / 19   | Estável |
|                         | Partido Social Democrata       | 2 784  | 18,91 / 100,00  | 4,41 | 4 / 19   | 1       |
|                         | Bloco de Esquerda              | 764    | 5,19 / 100,00   | 1,48 | 1 / 19   | Estável |
|                         | CHEGA                          | 743    | 5,05 / 100,00   | Novo | 1 / 19   | Novo    |
|                         | Iniciativa Liberal             | 462    | 3,14 / 100,00   | Novo | 0 / 19   | Novo    |
|                         | CDS – Partido Popular          | 318    | 2,16 / 100,00   | 2,24 | 0 / 19   | 1       |
|                         | NC-PPM                         | 149    | 1,01 / 100,00   | Novo | 0 / 19   | Novo    |
|                         | RIR-PDR                        | 78     | 0,53 / 100,00   | Novo | 0 / 19   | Novo    |
| Votos Inválidos         | Votos Inválidos                | 597    | 4,06 / 100,00   | 0,19 |          |         |
| Total                   | Total                          | 14 724 | 100,00 / 100,00 |      | 19 / 19  |         |
| Eleitorado/Participação | Eleitorado/Participação        | 33 477 | 43,98 / 100,00  | 0,15 |          |         |

#### Sado
| Partido                 | Partido                        | Votos | %               | +/-  | Mandatos | +/-     |
| ----------------------- | ------------------------------ | ----- | --------------- | ---- | -------- | ------- |
|                         | Coligação Democrática Unitária | 1 206 | 50,93 / 100,00  | 3,15 | 5 / 9    | 1       |
|                         | Partido Socialista             | 640   | 27,03 / 100,00  | 3,62 | 3 / 9    | Estável |
|                         | Partido Social Democrata       | 251   | 10,60 / 100,00  | 4,38 | 1 / 9    | 1       |
|                         | Bloco de Esquerda              | 85    | 3,59 / 100,00   | 0,93 | 0 / 9    | Estável |
|                         | CDS – Partido Popular          | 30    | 1,27 / 100,00   | 0,11 | 0 / 9    | Estável |
|                         | RIR-PDR                        | 28    | 1,18 / 100,00   | Novo | 0 / 9    | Novo    |
|                         | NC-PPM                         | 27    | 1,14 / 100,00   | Novo | 0 / 9    | Novo    |
| Votos Inválidos         | Votos Inválidos                | 101   | 4,26 / 100,00   | 0,89 |          |         |
| Total                   | Total                          | 2 368 | 100,00 / 100,00 |      | 9 / 9    |         |
| Eleitorado/Participação | Eleitorado/Participação        | 4 756 | 49,79 / 100,00  | 4,73 |          |         |

#### São Sebastião
| Partido                 | Partido                        | Votos  | %               | +/-   | Mandatos | +/-     |
| ----------------------- | ------------------------------ | ------ | --------------- | ----- | -------- | ------- |
|                         | Coligação Democrática Unitária | 6 276  | 38,20 / 100,00  | 13,82 | 9 / 21   | 4       |
|                         | Partido Socialista             | 4 839  | 29,45 / 100,00  | 5,89  | 7 / 21   | 2       |
|                         | Partido Social Democrata       | 1 907  | 11,61 / 100,00  | 2,56  | 3 / 21   | 1       |
|                         | CHEGA                          | 1 185  | 7,21 / 100,00   | Novo  | 1 / 21   | Novo    |
|                         | Bloco de Esquerda              | 877    | 5,34 / 100,00   | 2,08  | 1 / 21   | Estável |
|                         | Iniciativa Liberal             | 288    | 1,75 / 100,00   | Novo  | 0 / 21   | Novo    |
|                         | CDS – Partido Popular          | 223    | 1,36 / 100,00   | 1,46  | 0 / 21   | Estável |
|                         | NC-PPM                         | 223    | 1,36 / 100,00   | Novo  | 0 / 21   | Novo    |
| Votos Inválidos         | Votos Inválidos                | 611    | 3,62 / 100,00   | 0,67  |          |         |
| Total                   | Total                          | 16 429 | 100,00 / 100,00 |       | 21 / 21  |         |
| Eleitorado/Participação | Eleitorado/Participação        | 44 790 | 36,68 / 100,00  | 1,33  |          |         |

| Freguesia                          | 2017-2021 | 2017-2021                      | 2017-2021      | 2021-2025 | 2021-2025                      | 2021-2025      |
| ---------------------------------- | --------- | ------------------------------ | -------------- | --------- | ------------------------------ | -------------- |
| Azeitão (São Lourenço e São Simão) |           | Grupo de Cidadãos              | 38,47 / 100,00 |           | Coligação Democrática Unitária | 32,71 / 100,00 |
| Gâmbia-Pontes-Alto da Guerra       |           | Coligação Democrática Unitária | 51,78 / 100,00 |           | Coligação Democrática Unitária | 44,89 / 100,00 |
| Setúbal                            |           | Coligação Democrática Unitária | 39,23 / 100,00 |           | Coligação Democrática Unitária | 33,87 / 100,00 |
| Sado                               |           | Coligação Democrática Unitária | 54,08 / 100,00 |           | Coligação Democrática Unitária | 50,93 / 100,00 |
| São Sebastião                      |           | Coligação Democrática Unitária | 52,02 / 100,00 |           | Coligação Democrática Unitária | 38,20 / 100,00 |

## Eleitos locais

### Câmara Municipal
A lista apresentada inclui apenas os eleitos, não incluindo os suplentes ou substituições:
| N.º | Nome                                       | Partido | Partido                        |
| --- | ------------------------------------------ | ------- | ------------------------------ |
| 1   | André Valente Martins                      |         | Coligação Democrática Unitária |
| 2   | Fernando Miguel Catarino José              |         | Partido Socialista             |
| 3   | Carlos Alberto Mendonça Rabaçal            |         | Coligação Democrática Unitária |
| 4   | Fernando Mimoso Negrão                     |         | Partido Social Democrata       |
| 5   | Vítor Manuel Ramalho Ferreira              |         | Partido Socialista             |
| 6   | Carla Alexandra Potrica Guerreiro          |         | Coligação Democrática Unitária |
| 7   | Patrícia Alexandra das Dores Paz Rodrigues |         | Partido Socialista             |
| 8   | Pedro Sérgio Fernandes Pina                |         | Coligação Democrática Unitária |
| 9   | Sónia Isabel Leal Maurício Martins         |         | Partido Social Democrata       |
| 10  | Joel Alexandre Neves Marques               |         | Partido Socialista             |
| 11  | Ana Rita Carvalho                          |         | Coligação Democrática Unitária |

### Assembleia Municipal
A lista apresentada inclui apenas os eleitos, não incluindo os suplentes ou substituições, nem os presidentes das Juntas de Freguesia:
| N.º | Nome                                             | Partido | Partido                        |
| --- | ------------------------------------------------ | ------- | ------------------------------ |
| 1   | Manuel Joaquim Pisco Lopes                       |         | Coligação Democrática Unitária |
| 2   | Ana Catarina Veiga dos Santos Mendonça Mendes    |         | Partido Socialista             |
| 3   | João Afonso Almeida da Silva Luz                 |         | Coligação Democrática Unitária |
| 4   | Nuno Miguel Oliveira de Carvalho                 |         | Partido Social Democrata       |
| 5   | Paulo Alexandre da Cruz Lopes                    |         | Partido Socialista             |
| 6   | Yolande Paule Juliette Cloetens                  |         | Coligação Democrática Unitária |
| 7   | Maria João Teigas Santos Palma                   |         | Partido Socialista             |
| 8   | Afonso Augusto da Silva Luz                      |         | Coligação Democrática Unitária |
| 9   | Rui Miguel da Costa Lamim Vieira                 |         | Partido Social Democrata       |
| 10  | Ilídio Fernandes Ferreira                        |         | Partido Socialista             |
| 11  | Jerónimo Manuel Fragoso Lopes                    |         | Coligação Democrática Unitária |
| 12  | Nuno Miguel da Costa Gabriel                     |         | CHEGA                          |
| 13  | Eunice Maria Cândido Pratas                      |         | Partido Socialista             |
| 14  | Vanessa Alexandra Vilela da Silva                |         | Coligação Democrática Unitária |
| 15  | Maria Paula Soeiro Cândido                       |         | Partido Social Democrata       |
| 16  | Vítor Manuel Freitas Rosa                        |         | Bloco de Esquerda              |
| 17  | Manuel Joaquim Gonçalves Fernandes               |         | Partido Socialista             |
| 18  | Eusébio Manuel Candeias                          |         | Coligação Democrática Unitária |
| 19  | Luís Leitão                                      |         | Coligação Democrática Unitária |
| 20  | António Miguel da Costa Ferreira                 |         | Partido Social Democrata       |
| 21  | António Hugo Lindo dos Santos Caracol            |         | Partido Socialista             |
| 22  | Ana Rita Drouilleit                              |         | Coligação Democrática Unitária |
| 23  | Rafaela Isabel Graça Nunes                       |         | Partido Socialista             |
| 24  | Simão Monteiro Calixto                           |         | Coligação Democrática Unitária |
| 25  | Isabel Maria Conde da Silva Ramalho              |         | Partido Social Democrata       |
| 26  | Luís Miguel Leitão Maurício                      |         | CHEGA                          |
| 27  | Manuel Jorge Silva Esteves                       |         | Partido Socialista             |
| 28  | Diamantino António Caldeira Estanislau           |         | Coligação Democrática Unitária |
| 29  | Mariana Vieira Crespo                            |         | Pessoas-Animais-Natureza       |
| 30  | Marco Rúben dos Santos Martins Catarino da Costa |         | Partido Socialista             |
| 31  | Joana Margarida Banito Tomé                      |         | Coligação Democrática Unitária |
| 32  | Alexandre Miguel Cardoso Teles                   |         | Partido Social Democrata       |
| 33  | Flávio Miguel Matos Lança                        |         | Iniciativa Liberal             |